# Тернопільський став
Терно́пільський став, Терно́пільське о́зеро (інша назва — Терно́пільське мо́ре, 1956—1991 р.— Комсомольське озеро) — велика штучна водойма в центрі Тернополя, створена на місці боліт на річці Серет. За версією Тернопіль.Інфо, Тернопільський став — це перше місце, яке варто відвідати в Тернополі та входить до списку найвідвідуваніших 11 місць у Тернополі, які варто відвідати.
Площа водосховища становить 300 га, берегова лінія — близько 10 км, повний об'єм — 12,6 млн м³, корисний об'єм — 6,6 млн м³. За площею водойма відповідає тернопільському Східному масиву.

## Історія

### Будівництво ставу
Тернопільському ставу приблизно стільки ж років, як і місту: Ян-Амор Тарновський, засновник Тернополя і власник фортеці, 15 березня 1548 року отримав привілей на будівництво греблі та створення ставу. Збудовано водойму в заплаві річки Серет як оборонну ланку від нападів турків і татар, що забезпечувало фортеці Тарновського ще більшу неприступність.
Межі ставу в середині XVI століття встановлювалися від Кутківець до Тернопільського замку із заходу на схід. Уздовж львівської дороги, що виходила із однойменної брами, було збудовано високу греблю. У привілеї 1550 року Ян-Амор Тарновський серед інших повинностей міщан зазначав, що в їх обов'язки входила направа греблі великого ставу, водоспуску і лотоків. Спуск ставу давав що три роки прибуток 16-24 тисячі золотих. У той час довжина ставу становила 7 км, ширина — 2-3 км.
Став мав значне господарське значення — у XVII столітті на ньому працювали чотири млини, що приносило великі прибутки місту, а в самому озері розводили рибу: щуки, окуні, коропи, карасі та інші види. Вже на початку XX століття водойму взяв у оренду тернопільський підприємець Володимир Трач, який експортував рибу до Польщі.
24 січня 1834 року, о 20:30, під час грози  громом та блискавкою були пошкоджені декілька будинків в Тернополі та його околицях, а злива, яка підняла воду в ставу — знищила мости та млини на річці Серет. Тернополяни писали, що ніколи раніше такого явища не було в місті.

### Занепад Тернопільського ставу
Став у минулому часто зазнавав занепаду, особливо  під час татарських і турецьких нападів. Проте найбільше занепав став у міжвоєнний період XX століття, коли Тернопіль перебував під польською владою: у водоймі був низький рівень води — вода була замуленою, став густо заростав.
До середини XX століття між Старим замком та Надставною церквою існував найдавніший район Тернополя — Підзамче, де знаходився і міський ринок, від якого походить назва сучасної вулиці — Старий ринок. У Підзамче мешкали переважно ремісники та рибалки. Нині ця історична місцевість не збереглась: залишились лише два будинки, що колись оточували ринок, та кілька будинків на вулиці Над ставом.

### Комсомольське озеро

На Комсомольському озері (1950-ті)

Під час Другої світової війни Тернопільський став був повністю знищений. У 1950 роках відбувається масштабна відбудова Тернополя і, коли було прийнято рішення про підпорядкування всіх водних ресурсів місцевій владі у 1956 році, Тернопільський став почали відновлювати. Хронологічно це виглядало так: 26 квітня 1950 року, виконком Тернопільської обласної ради ухвалив рішення про підпорядкування водойм області місцевій владі. В 1951 році влада міста та області за підтримки республіканської влади вирішила розпочала роботи на ставу. У 1951-1952 роках було висаджено 10450 дерев і 5400 кущів. В 1956 р. тут провели гідротехнічні роботи (розчистили та розширили площу ставу), звели нову греблю, укріпили береги (для зміцнення берега понад ставом використали 2500 метрів квадратних лицювального каменю) і в Тернополі знову з’явився став. Його площа становила 300-400 га.Тоді було збудовано нову греблю — рівень води став вищим, ніж раніше. Нове водосховище назвали Комсомольським озером. 
Між водоймою та центром міста заклали парк імені Тараса Шевченка, який протягнувся вздовж східного берега озера. Було споруджено й острів Закоханих. У самому парку імені Шевченка створили озеро «Чайка», яке фактично є затокою Комсомольського озера.
У 1960-х роках пляж біля Старого замку ліквідовано і збудовано центральний причал та створено стоянку для теплоходів, катерів, яхт і моторних човнів. Широкі сходи, що ведуть до причалу, розділив каскад штучних водоспадів, який назвали на честь головного архітектора міста Едуарда Гронського — «Сльози Гронського». На березі новоствореної зеленої зони збудували ресторан «Поплавок», з тераси якого відкривається вигляд на центральну частину міста, а біля ресторану створили пляж «Ближній». Пізніше між селами Кутківці та Пронятин створили ще один пляж — «Дальній». У 1970-х роках стоянку суден перенесено на протилежний берег озера, де було створено Морську школу ДТСААФ (нині — розважальний комплекс «Riverpool») та Яхт-клуб (нині — перепрофільований під приватне житло).
У 1992 році Комсомольське озеро перейменовано, і з того часу водойма називається Тернопільським ставом, який також називають Тернопільським озером.

### Розвиток судноплавства

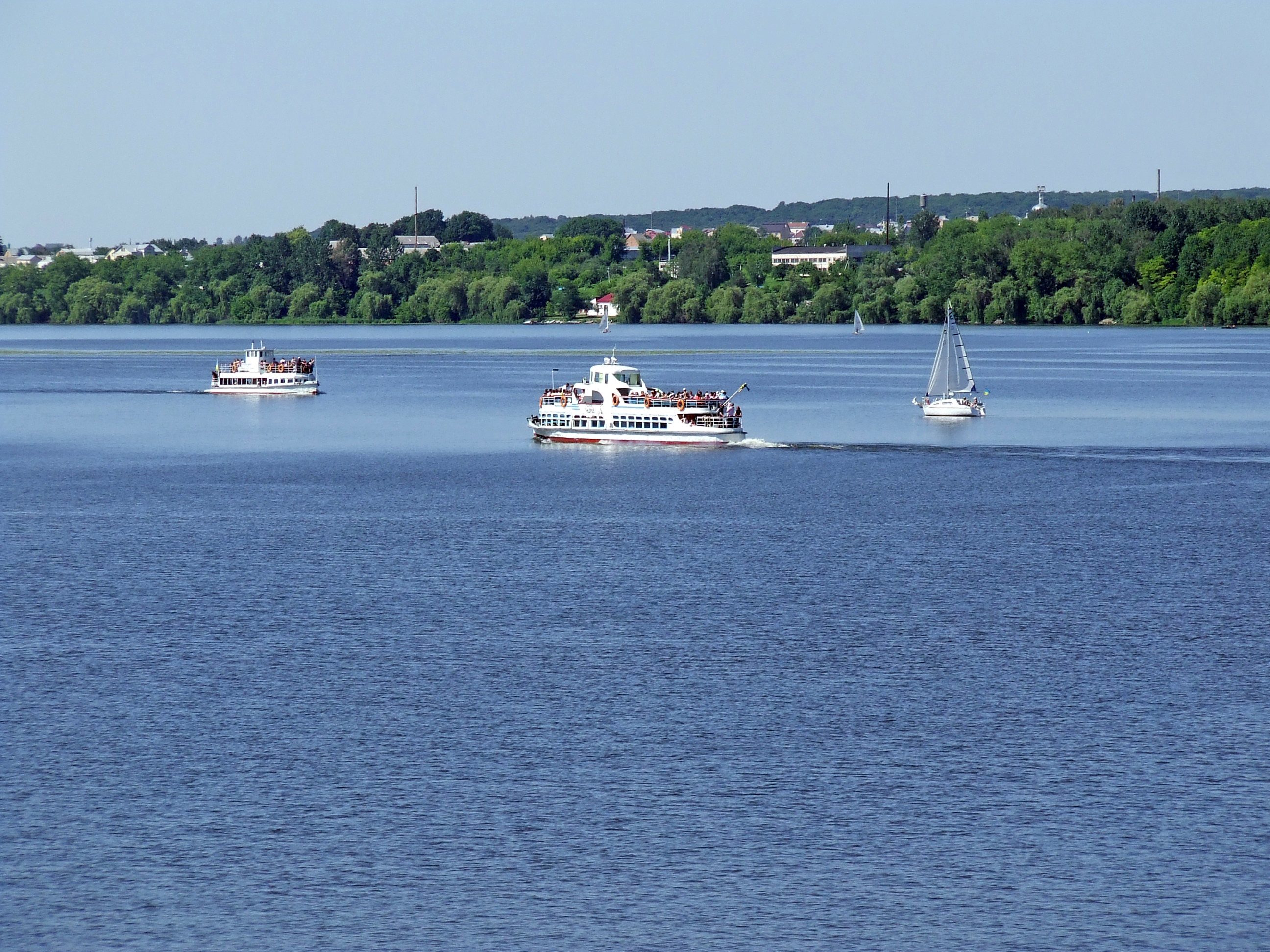
Теплоходи «Капітан Парій», «Герой Танцоров», вітрильна яхта «Тернопіль» (ТП-88-К) (17 червня 2012)

У 1968 році в Тернополі з'явився теплохід «Герой Танцоров» (бортовий № С-541, тип «Москвич» (проєкт М-544), названий на честь одного з визволителів міста від німецької окупації Григорія Танцорова у 1944 році. Саме судно збудоване у 1963 році в Білорусі. Майже п'ять років теплохід курсував Дністром за маршрутом від Старої Ушиці Хмельницької області до Мельниці-Подільської Тернопільської області. Судно мало назву «Заліщики».
У 1965 році на озері з'явився менший теплохід, з бортовим № ПТ-50 («Пасажирський теплохід — п'ятдесятий номер»), збудований у 1964 році (тип «ПТ», проєкт 792А). На початку 1990-х років Морську школу, якій підпорядковувались теплоходи, розформували.

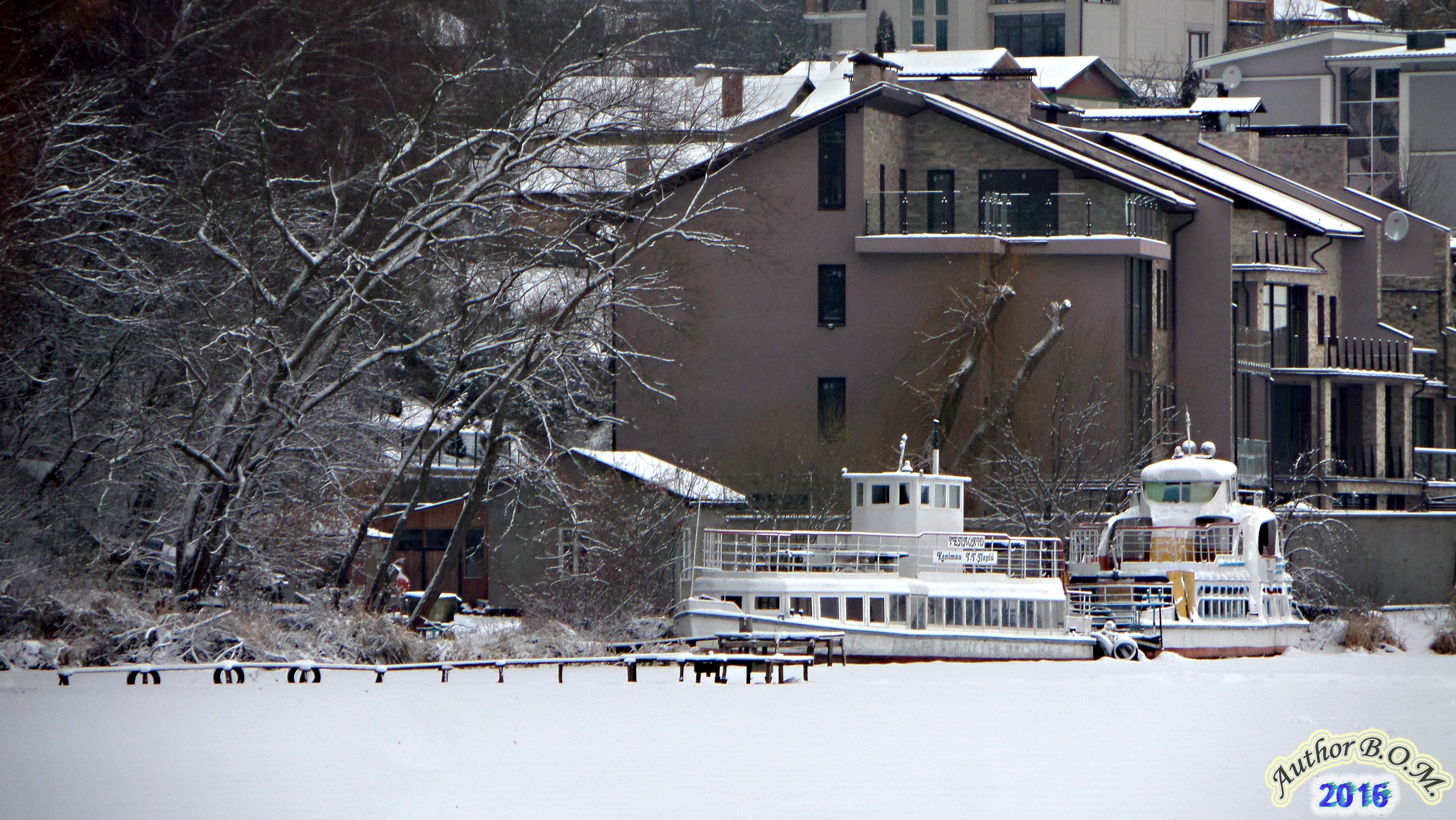
Теплохідна пристань взимку

У 1995 році, аби зберегти судна від розбазарювання, їх передали на баланс комунальному підприємству «Тернопільелектротранс», що обслуговує тролейбуси. Але оскільки це підприємство не мало можливості фінансувати теплоходи, їх того ж року передали в оренду на 10 років приватній фірмі «Торговий Дім Тернопіль». Проте, нестабільна економіка держави призвела до того, що орендар випускав у рейс лише один теплохід — «Герой Танцоров», а інший — ПТ-50 не працював.
У 2005 році договір оренди теплоходів у фірми «Торговий Дім Тернопіль» закінчився, тож ними став розпоряджатися безпосередній власник — КП «Тернопільелектротранс». Завдяки цьому, у 2006 році, здійснили капітальний ремонт теплохода «Герой Танцоров». Тоді теплоходу замінили і ходову рубку на нову, зроблену самотужки, в конструкції якої присутні елементи корпусу та віконних рам тролейбуса «Škoda 9Tr» (колишній парковий № 76).
У 2008 році теплохід ПТ-50 для здійснення ремонту та подальшого обслуговування взяло в оренду приватне підприємство «Акватур Тернопіль». У червні 2009 року розпочалось відновлення. 13 жовтня 2010 року судно спустили на воду. 6 червня 2011 року відбулася офіційна презентація теплохода, крім цього йому дали також назву — «Капітан Т. Г. Парій». Першими пасажирами стали журналісти. У вихідні, за умови хорошої погоди, працюють обидва теплоходи, у будні — зазвичай по одному.
Теплоходи можна замовити для проведення корпоративів, весіль та інших заходів. Оренда «Героя Танцорова» протягом однієї години вартує від 800 гривень, «Капітана Парія» — від 600 гривень. Ціна залежить насамперед від місяця (травень — жовтень) та дня тижня.

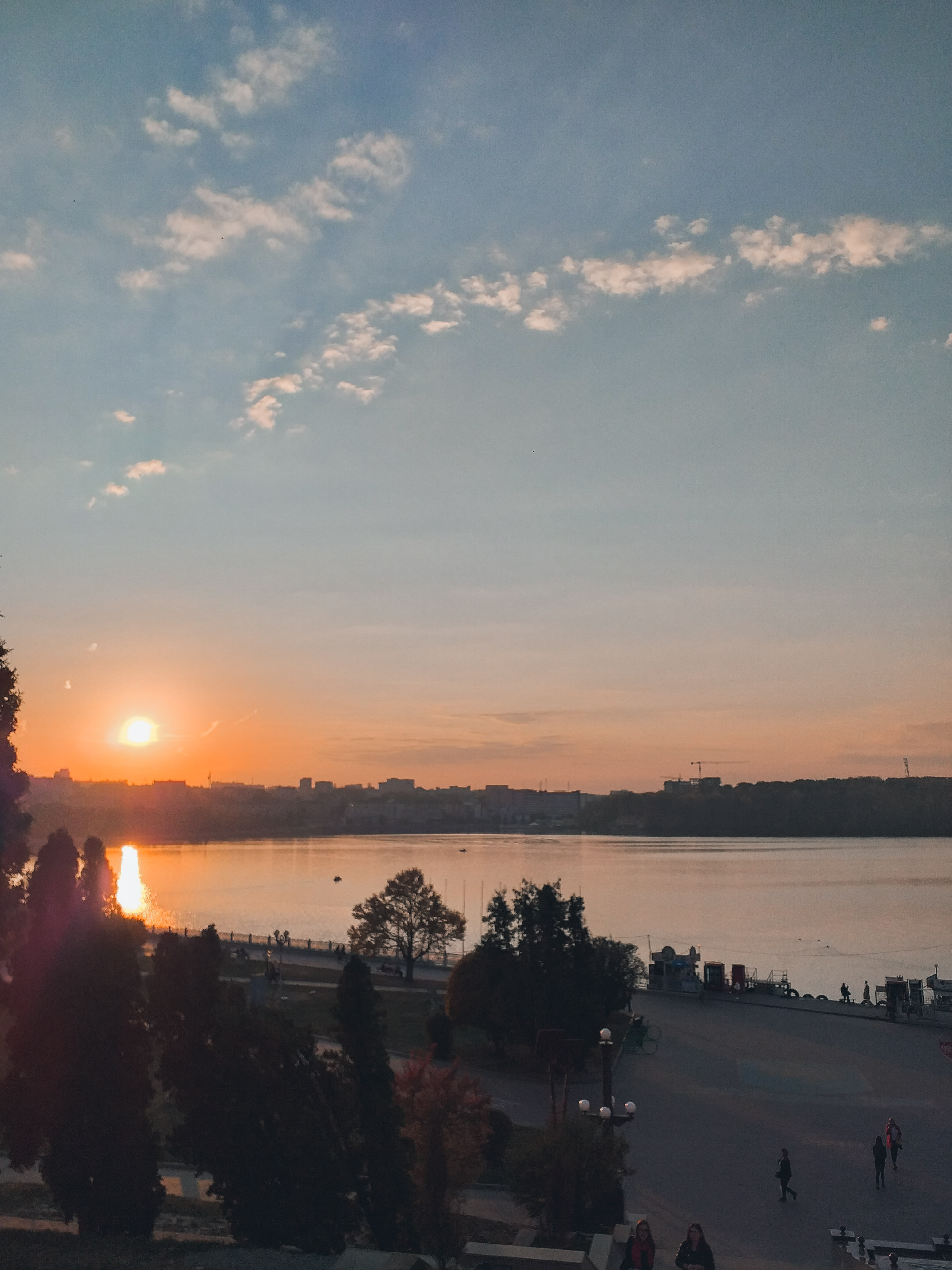
Захід сонця на Тернопільському озері (2019)

Станом на 2014 рік є два чинні причали теплоходів: «Центр» та «Дальній пляж». У планах міської ради — ремонт нечинних причалів «Район „Дружба“», «Новий світ» та будівництво нової гідротехнічної споруди поблизу села Біла.
До середини 1970-х років діяв причал у селі Пронятин. Однак цю зупинку скасували під час будівництва пішохідного мосту, який зараз сполучає «Дальній пляж» та село Біла.

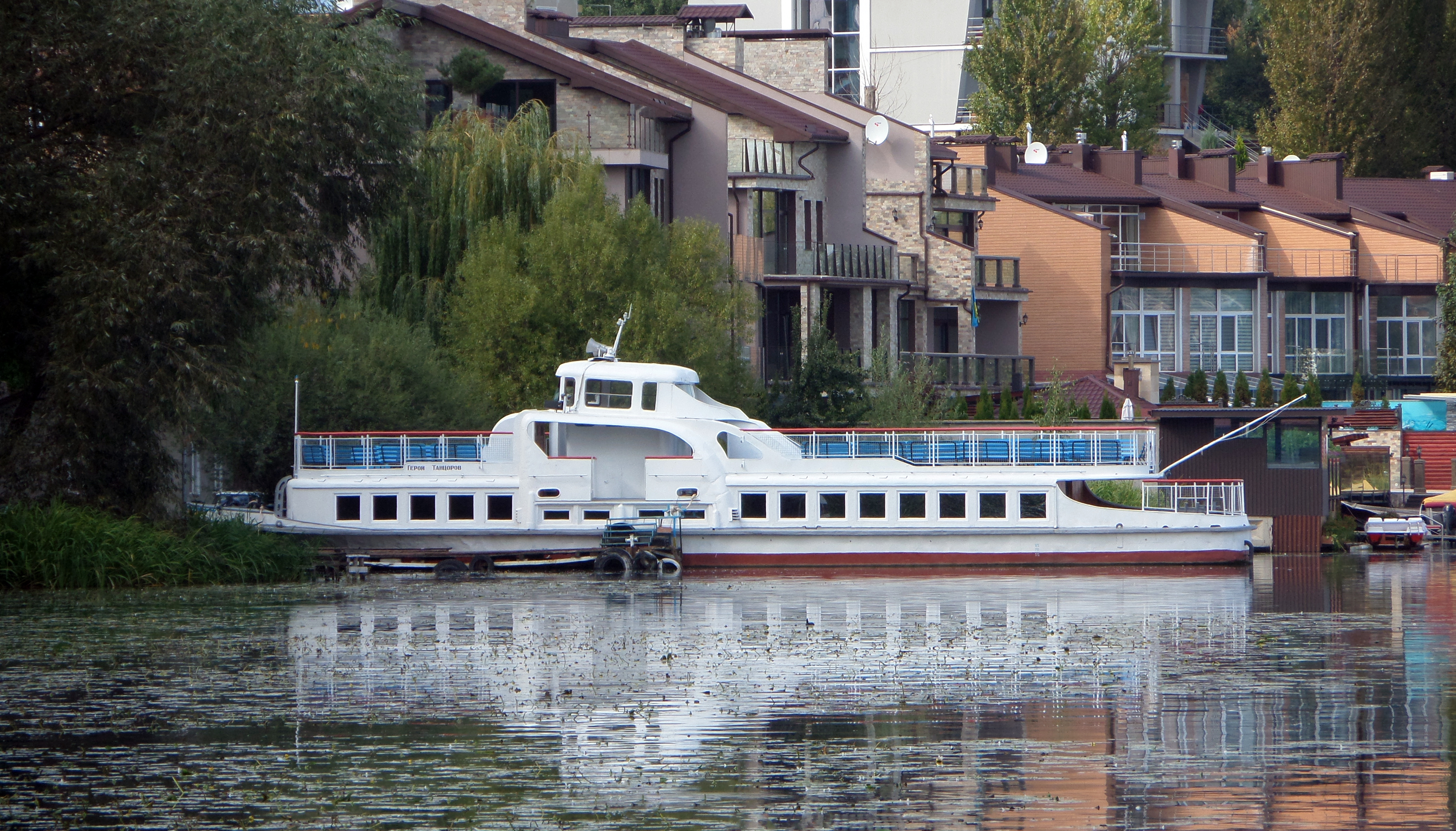
Теплохід «Герой Танцоров» на базовій пристані після ремонту, 20 вересня 2017

Вартість квитка за повне коло (станом на 2014 рік) становила 15 гривень. Вартість квитка для дітей віком до 7 років становила 50 % від повної вартості.
Окрім теплоходів, озером ходить вітрильна яхта «Тернопіль» (бортовий № ТП-88-К). Вона швартується на причалі, що в парку імені Тараса Шевченка, навпроти дитячого майданчика. Її також можна замовити для прогулянки. Вартість оренди на пів години становить 150 гривень, на годину — 250 гривень.

### Парки

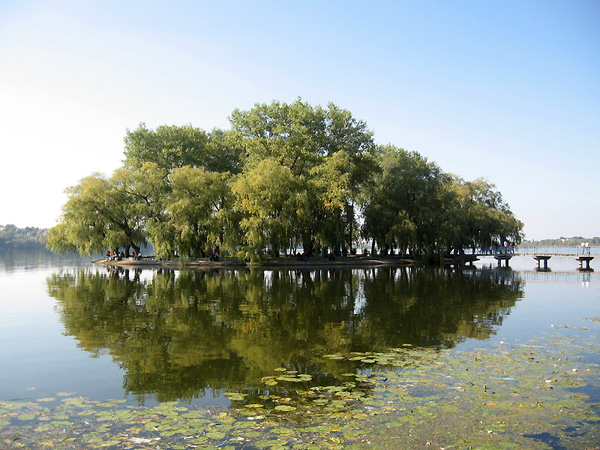
Острів Закоханих

У 1980-х роках благоустрій територій довкола Комсомольського озера не припинявся. За греблею створили гідропарк «Піонерський», який з часом перейменували в «Сопільче». А біля підніжжя регіонального ландшафтного парку «Загребелля» спорудили у радянські часи готель «Москва», на вулиці Чумацька. 

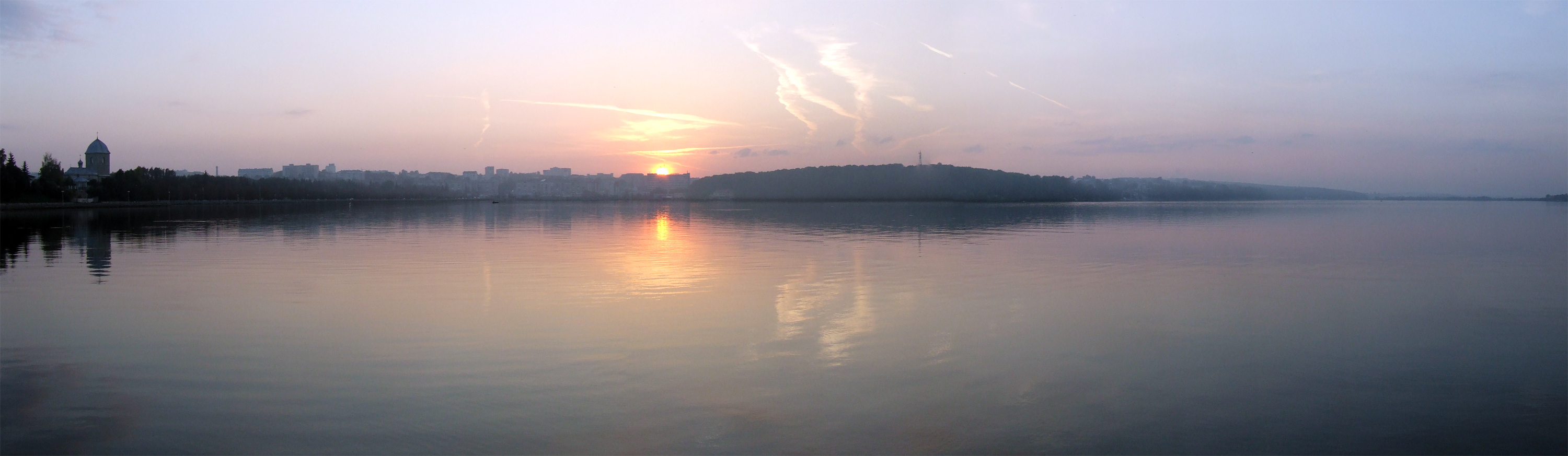
Захід сонця, 18 вересня 2012

Цей готель досі працює, проте нині готель має назву «Галичина», а частина його кімнат переобладнана під квартири.
На Тернопільському ставі є два острови — «Закоханих», «Чайка». На озері «Чайка» в теплий період року діє прокат катамаранів.

## Інфраструктура
Навколо ставу розміщено десятки закладів громадського харчування, зокрема, ресторани «Шинок», «Хутір», «Сапсан», «Тернопіль», «Панорама», «Назарія», «Бандера'с». У теплу пору року навколо озера розташовуються літні кафе.
Біля ставу є готелі «Тернопіль», «Галичина», «Чайка», «Сапсан», розважальні заклади «Maxim», «Riverpool» тощо.
Є «Дальній пляж» у Кутківецькому лісі, а також пляж «Циганка» в мікрорайоні «Новий світ».

### Фонтани

#### Великий фонтан
У 1975 році на Комсомольському озері з'явився великий фонтан, який одразу ж охрестили «Струменем Кородюка» — на честь тодішнього міського голови. Висота центрального струменя сягала 15 метрів, бокових — 5 метрів. Фонтан виконував не лише естетичну функцію, а ще й екологічну. Оскільки в Комсомольському озері вода через відсутність течії попід східними берегами застоювалась, виникла необхідність у будівництві якого-небудь механізму, що міг би її перемішувати. Так і з'явилась ідея спорудження фонтану.
Фонтан був встановлений на відстані 100 метрів від набережної, на одній осі від фонтану «Каскад» і Центрального причалу.
Через великі витрати на його функціонування, водограй працював не щодня, а переважно по вихідних та у святкові дні. У 1990-х роках, через економічну кризу, фонтан вивели з експлуатації. З 2000 року фонтан працював лише на Великдень, у День незалежності України та День міста Тернополя. Навесні 2003 року через відсутність належного ремонту конструкцій під час танення криги фонтан затонув. Від нього залишилася лише пускова станція управління і машинні зали на березі, а також чотири велетенські труби, що прокладені по дну ставу до місця, де була розташована основа фонтану.

#### Фонтан «Спогад»

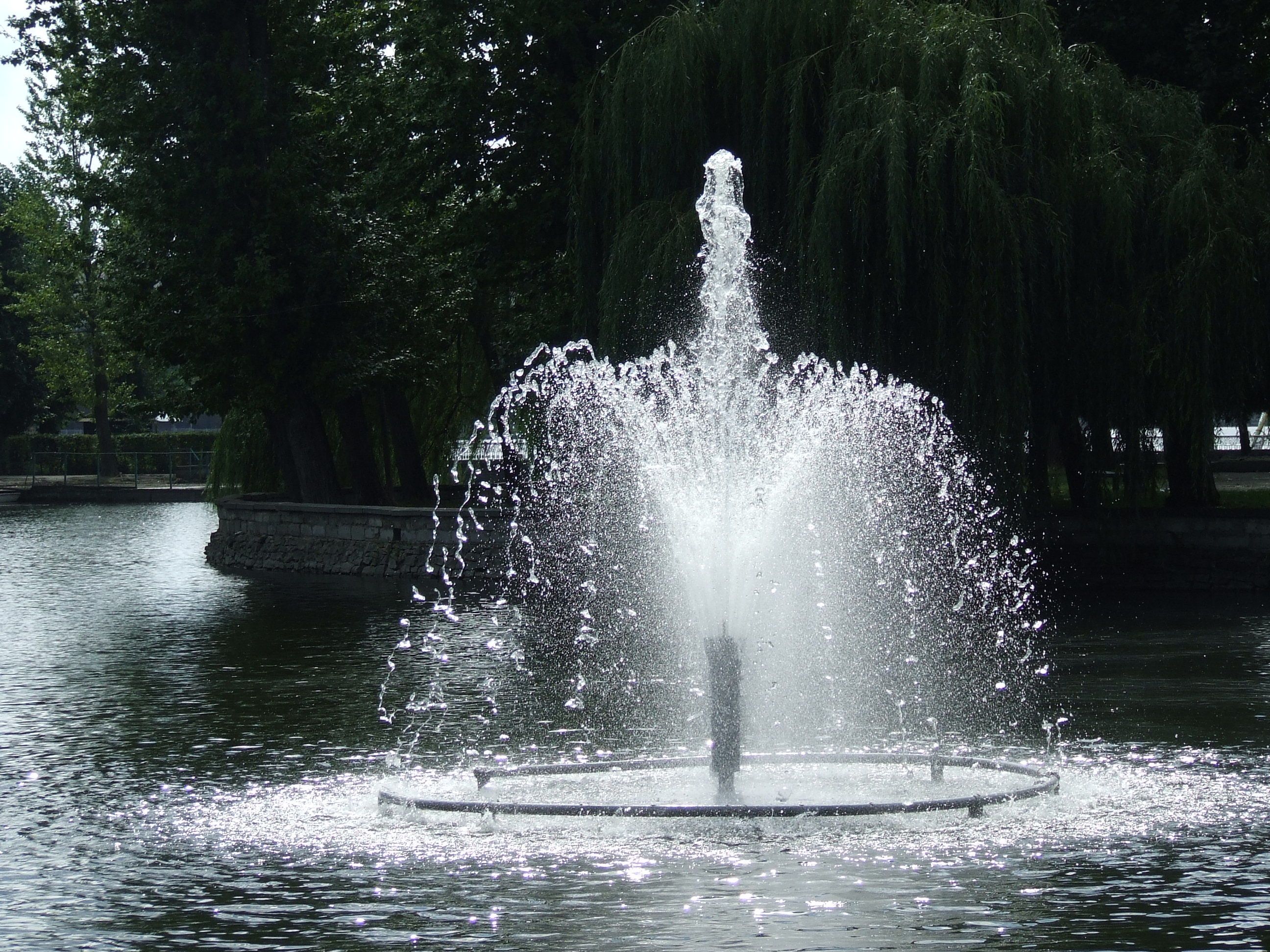
Фонтан «Спогад» з центральним та боковими струменями на озері «Чайка», 17 серпня 2012

Замість старого великого фонтану 23 вересня 2007 року оператор мобільного зв'язку Київстар урочисто встановив та ввімкнув новий плавучий фонтан. Встановили його на 100 метрів лівіше (південніше) від попереднього водограю. 11 грудня того ж року підбито підсумки конкурсу на найкращу його назву. Йому дали ім'я «Спогад». У 2010 році фонтан передали на обслуговування КП «Тернопільводоканал». У серпні 2012 року водограй перенесли на озеро «Чайка» (затока ставу), що в парку імені Тараса Шевченка. Також йому замінили сопло, зменшивши висоту роботи водограю, натомість збільшивши ширину — тепер у нього є центральний та бокові струмені. У холодний період року фонтан зберігається на складі КП «Тернопільводоканал». Проте на Тернопільському ставі через це фонтану знову не стало, наразі існують лише плани з його відновлення.

## Спорт і розваги

### Спортивна інфраструктура

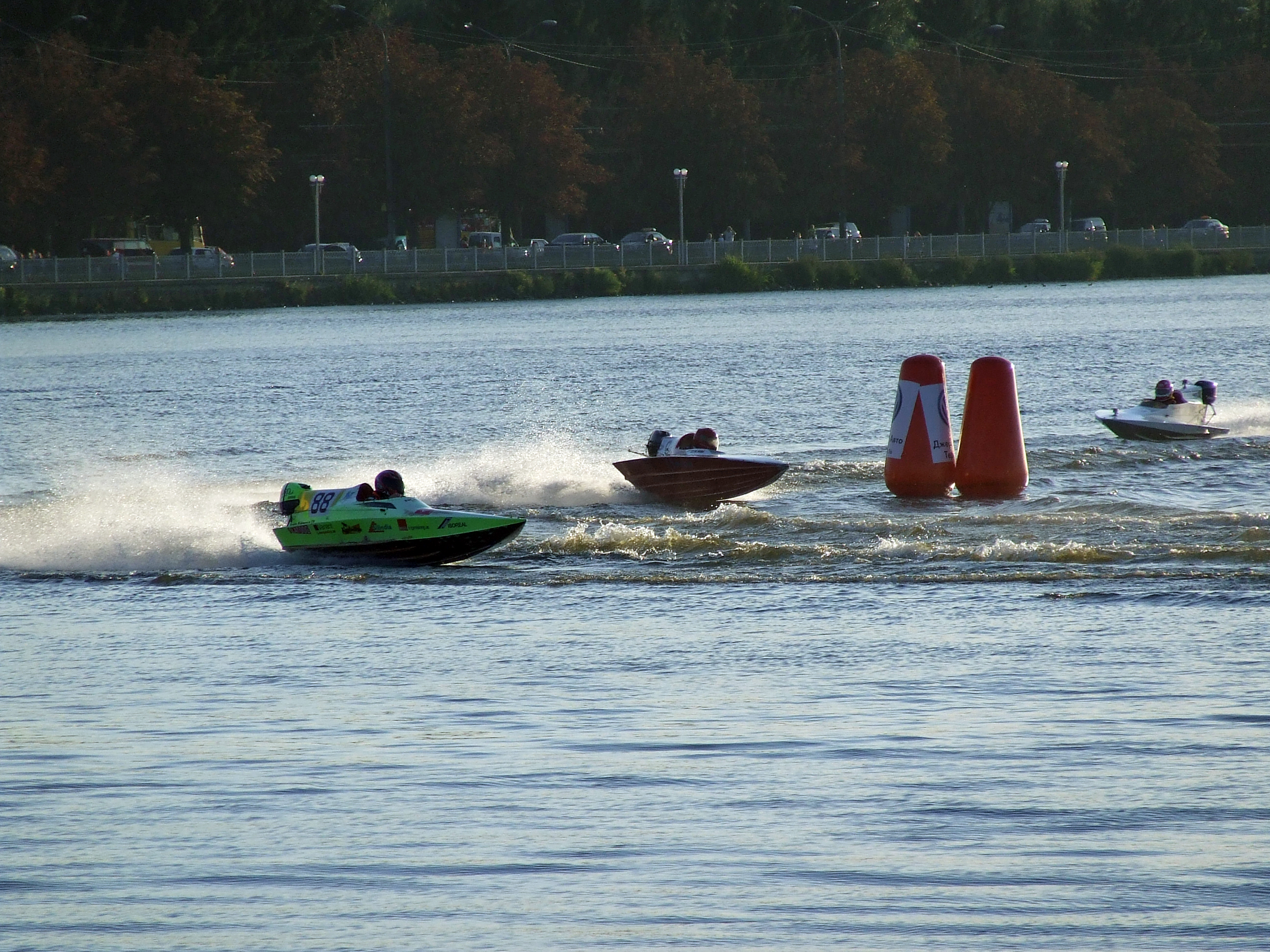
Чемпіонат Європи з водно-моторного спорту, 27 серпня 2011

У радянський період довкола Комсомольського озера створено велику спортивну та відпочинкову інфраструктуру. Нині діють веслувальна база «Спартак», ДЮСШ «Буревісник», «Тернопільський віндсерфінг клуб». Дуже часто в літній період на озері можна побачити спортивні байдарки, каное та вітрильники.

### Водно-моторний спорт
У серпні 1987 року Тернопіль був центром проведення Чемпіонату Світу з водномоторних видів спорту.
27 та 28 серпня 2011 року тут відбувався Чемпіонат Європи з водно-моторного спорту, в якому взяли участь 63 спортсмени з 8 країн Європи. 24 серпня 2012 року — вперше в історії відбувся Чемпіонат України з аквабайку, а 25 та 26 серпня проходив Чемпіонат світу у класах JT-250 та F-500 (64 спортсмени з 13 країн світу). 23-25 серпня 2013 року проведено фестиваль водно-моторного спорту, в якому брали участь близько 100 спортсменів.

### Дні зими
12 лютого 2012 року на набережній та на льоду Тернопільського ставу відбувся День зими. Для тернополян та гостей міста організували концертну програму, різноманітні спортивні заходи (хокей, біатлон, футбол, штурхобочні бої тощо). Усі охочі могли покататися на санних бричках, собачих упряжках. Для дітей облаштували санну карусель. Навколо острова «Закоханих» була виставка снігових скульптур, а на самому острові з льодяних брил вирізьбили Герб Тернополя. Востаннє такі заходи на озері проводили ще за часів СРСР.
16 лютого 2013 року День зими проведено знову. Окрім заходів, що були в попередньому році, глядачів порадували феєрверками та повітряною кулею.
У 2014 році через різке потепління заплановане святкування Дня зими скасували.

### Ternopil Hockey Classic

Чемпіонат з хокею на озері, 26 січня 2013

У рамках проведення чемпіонату з хокею на озері «Ternopil Hockey Classic», що проходив 26-27 січня 2013 року, на ставі облаштували найбільшу ковзанку в Україні. Експерти Національного реєстру рекордів переміряли п'ять майданчиків-ковзанок та зафіксували національний рекорд «Найбільша ковзанка в Україні» загальною площею 4 512,84 м².
8 лютого та 9 лютого 2014 року провели чемпіонат «Ternopil Hockey Classic».

### Веслування

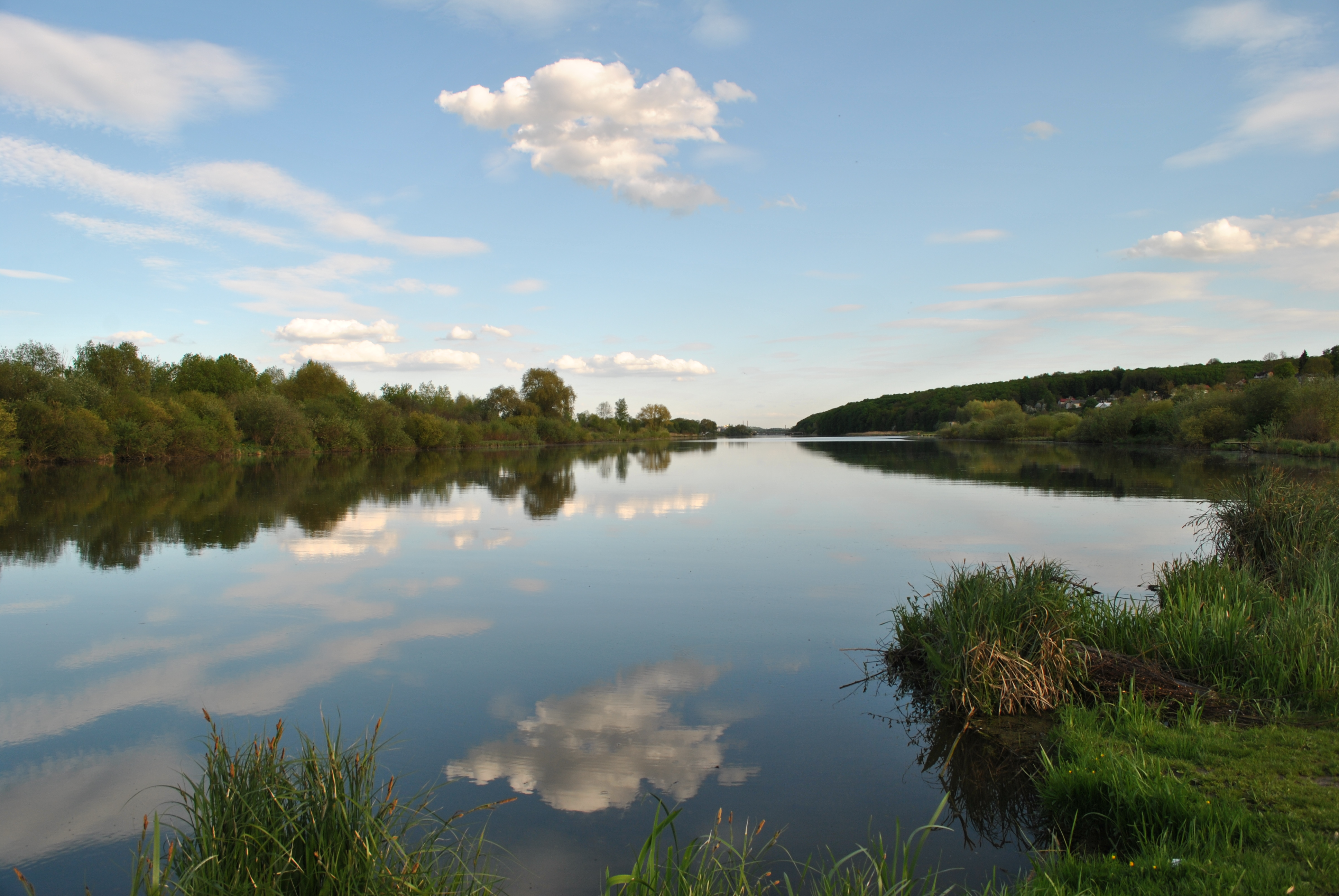
Веслувальний канал

У західній частині ставу при впадінні Серету облаштований веслувальний канал для тренувань каноїстів, байдарочників та човнярів суміжних видів спорту.

### Легка атлетика
«Тернопільська озеряна» — так називають легкоатлетичні змагання з бігу довкола ставу, які проводяться щороку.

## Флора і фауна

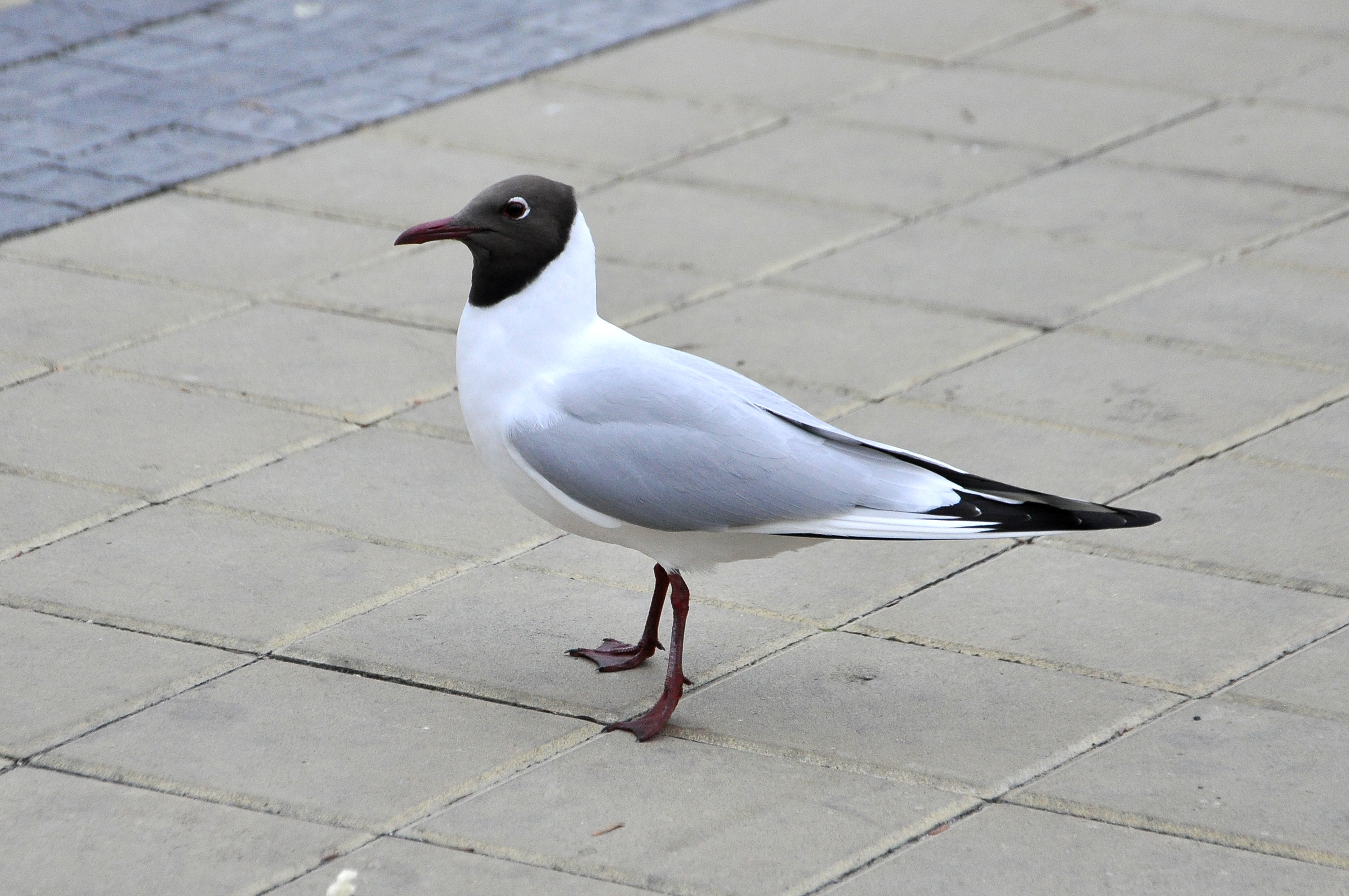
Мартин звичайний у Тернополі

У Тернопільському ставу водяться представники коропових: короп звичайний, запущено коропа угорського, товстолоб (нерозмножується), карась золотий і срібний, лин, лящ, плітка, густера, краснопірка, верховодка, гірчак, пічкур (коблик) та в'юн. Хижі риби ставу: щука, судак, сом, окунь. Також було запущено осетра. Риби-шкідники: ротань, сомик канальний; молюски: річкова перлівниця, дрейсена, різні види котушок; членистоногі: рак звичайний довгопалий.
Є також багато водоростей , переважає жовта водяна лілія, що цвіте наприкінці червня. На заході ставу біля району Пронятин і села Біла росте очерет та різні види верби.
На Тернопільському ставі живуть і розмножуються дикі качки, чайки, мартини звичайні.

## Галерея

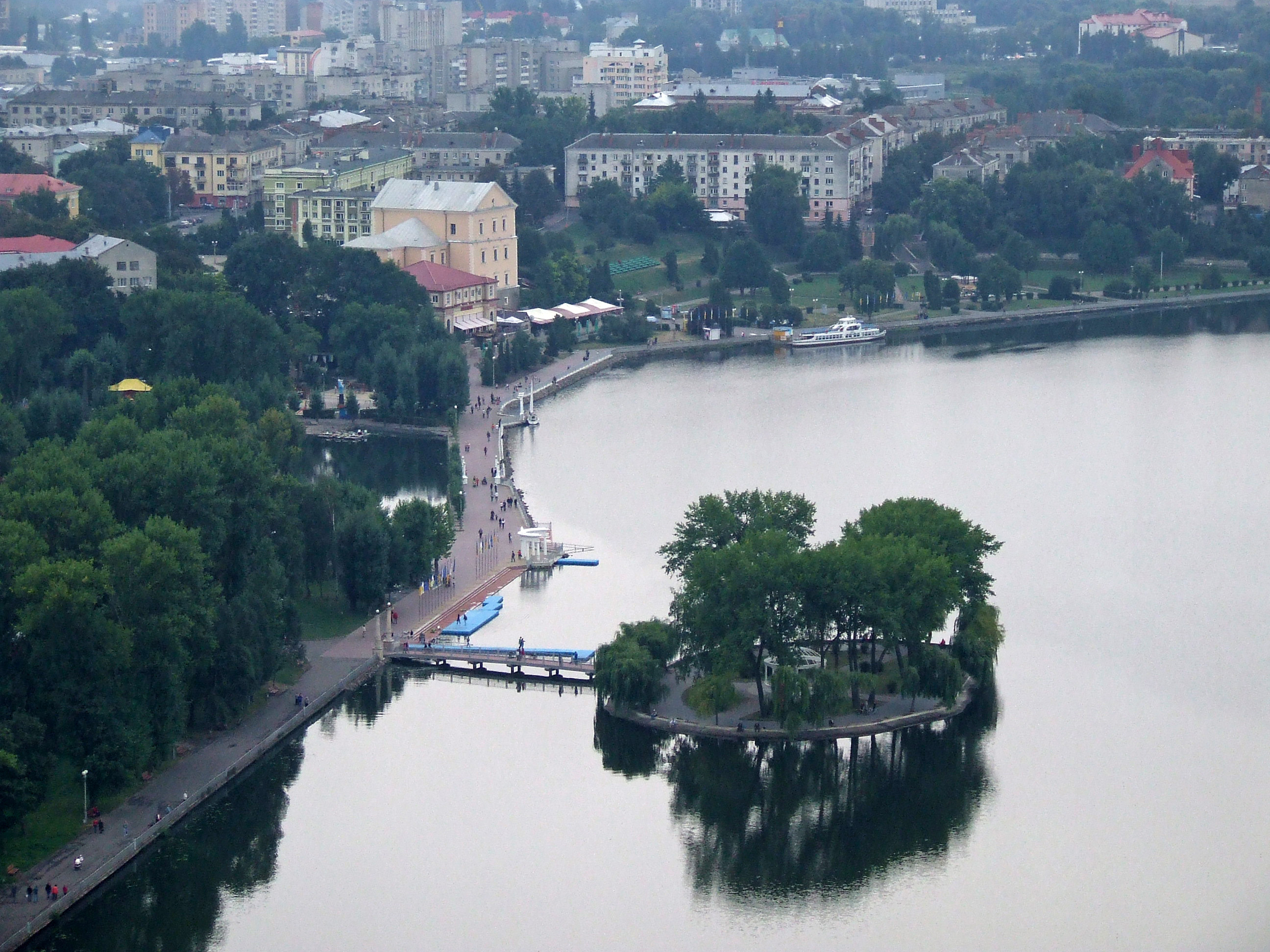
Тернопільський став з повітряної кулі, 26 серпня 2013
Причали у парку імені Тараса Шевченка, 25 серпня 2013
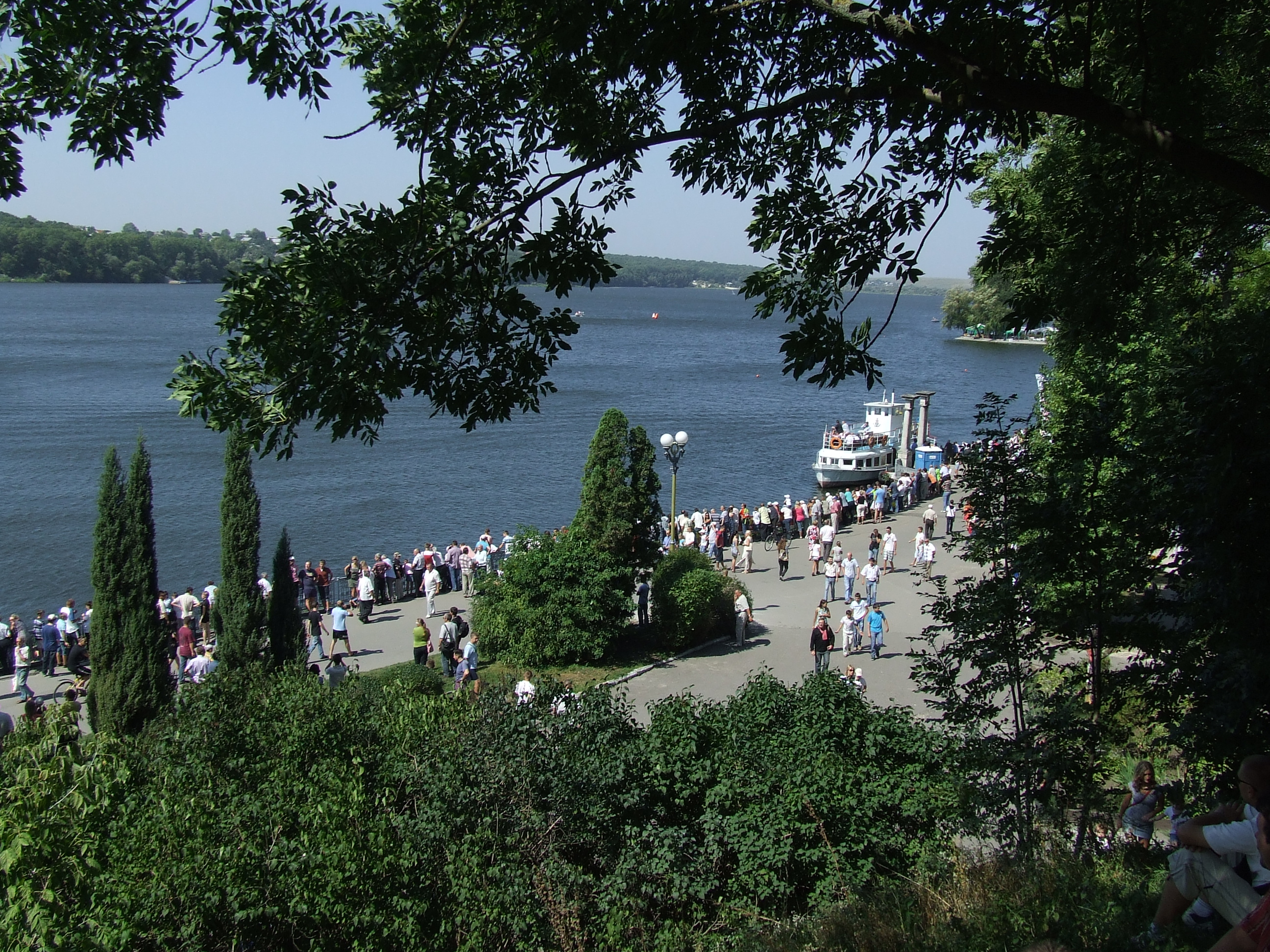
Набережна у парку імені Тараса Шевченка, 27 серпня 2011
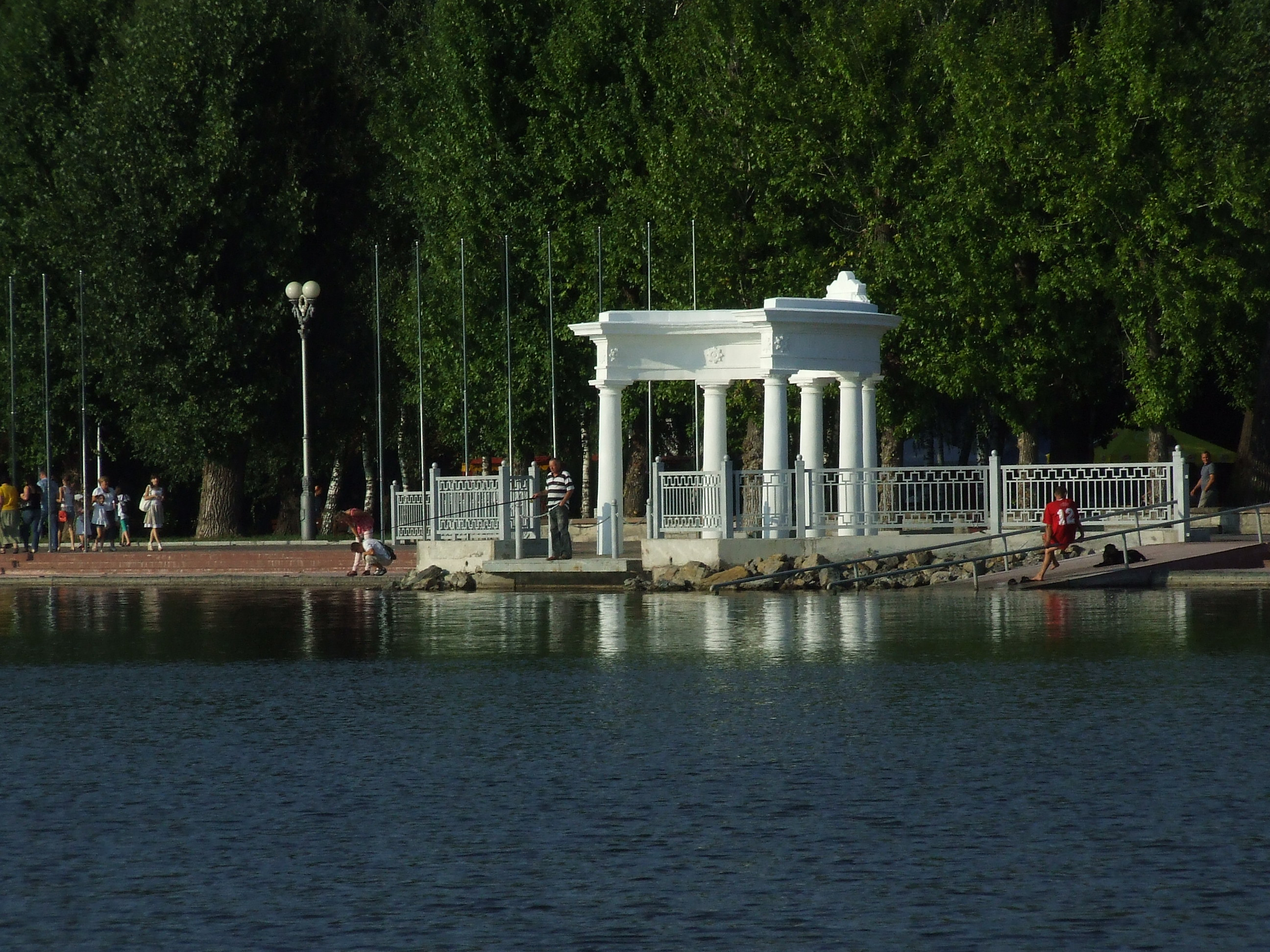
Декоративна колонада у парку іені Тараса Шевченка, 19 серпня 2013
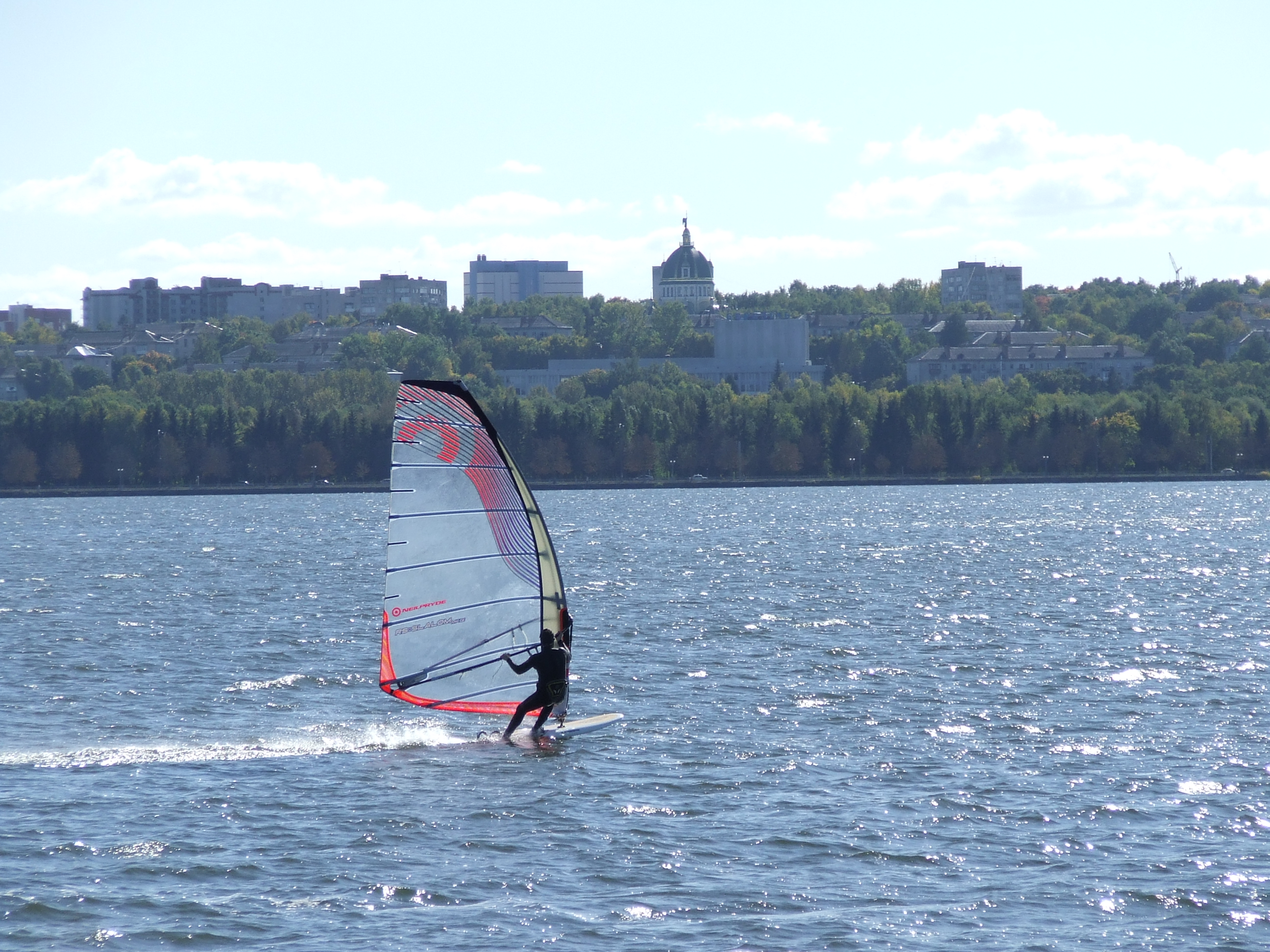
Вітрильник. На дальному плані — житловий масив «Дружба», 2 жовтня 2011
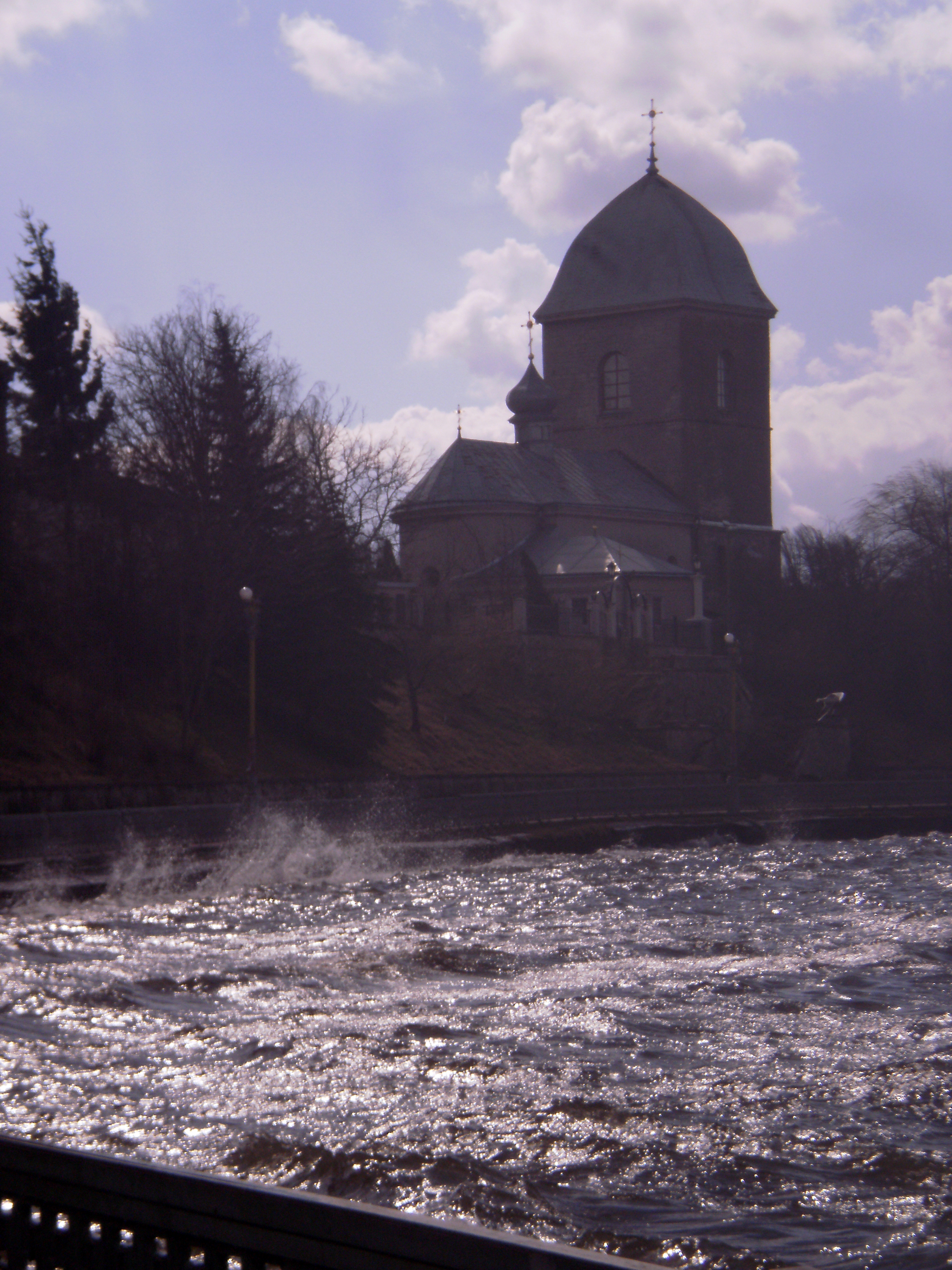
Шторм, 8 квітня 2011
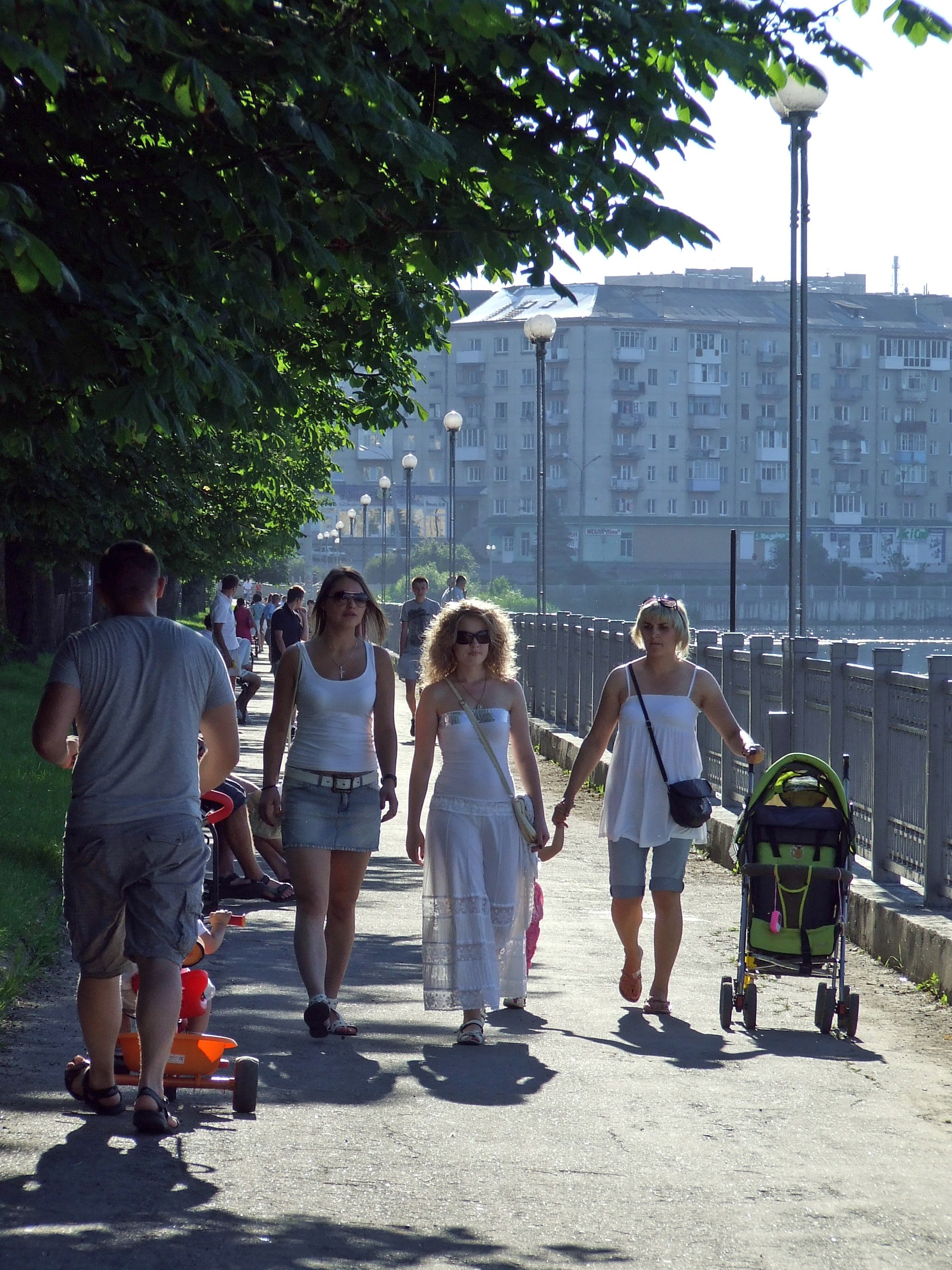
Набережна на дамбі, 17 червня 2012
Набережна у парку імені Тараса Шевченка, 19 вересня 2012
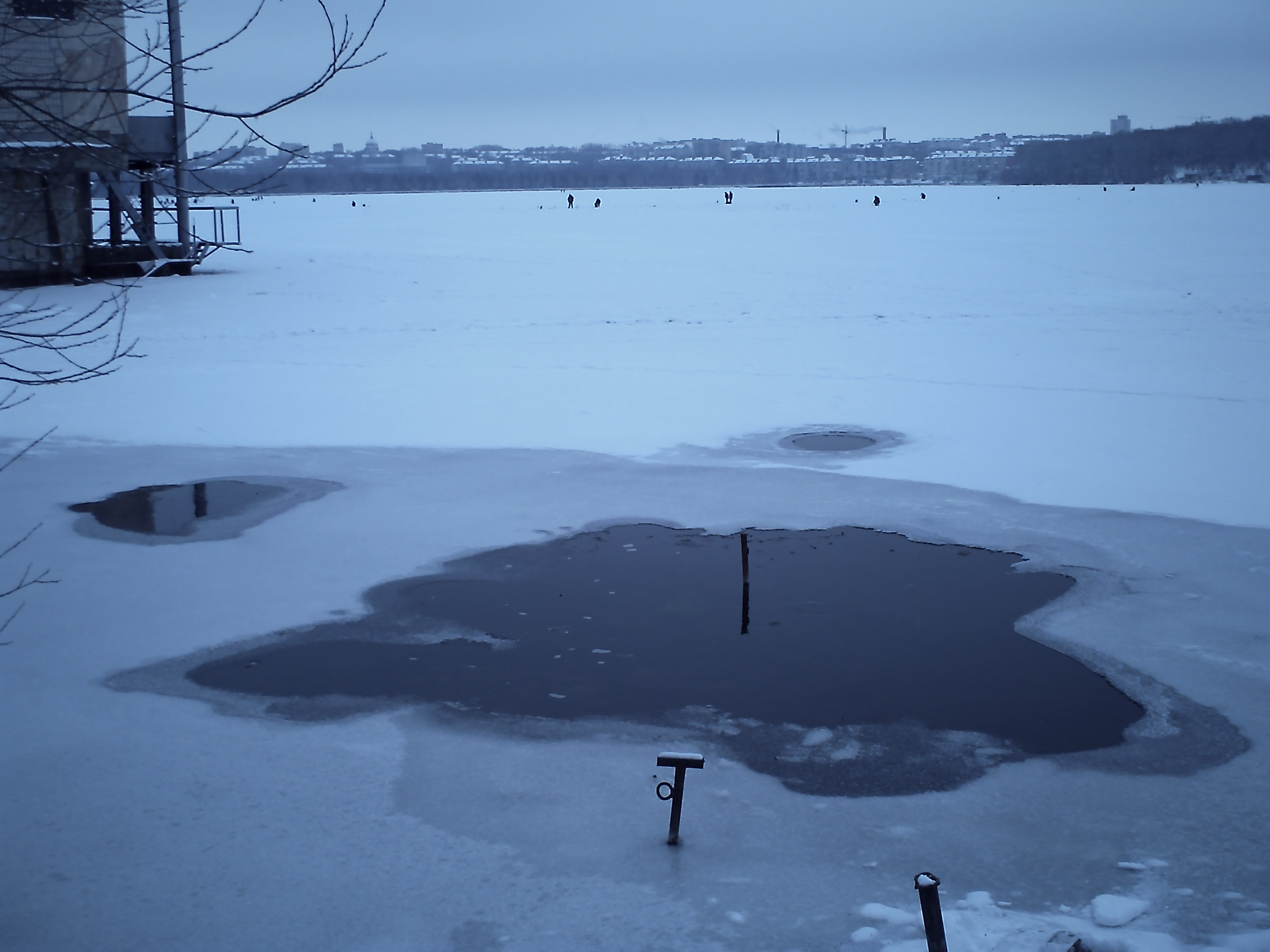
Джерела на Тернопільському озері взимку
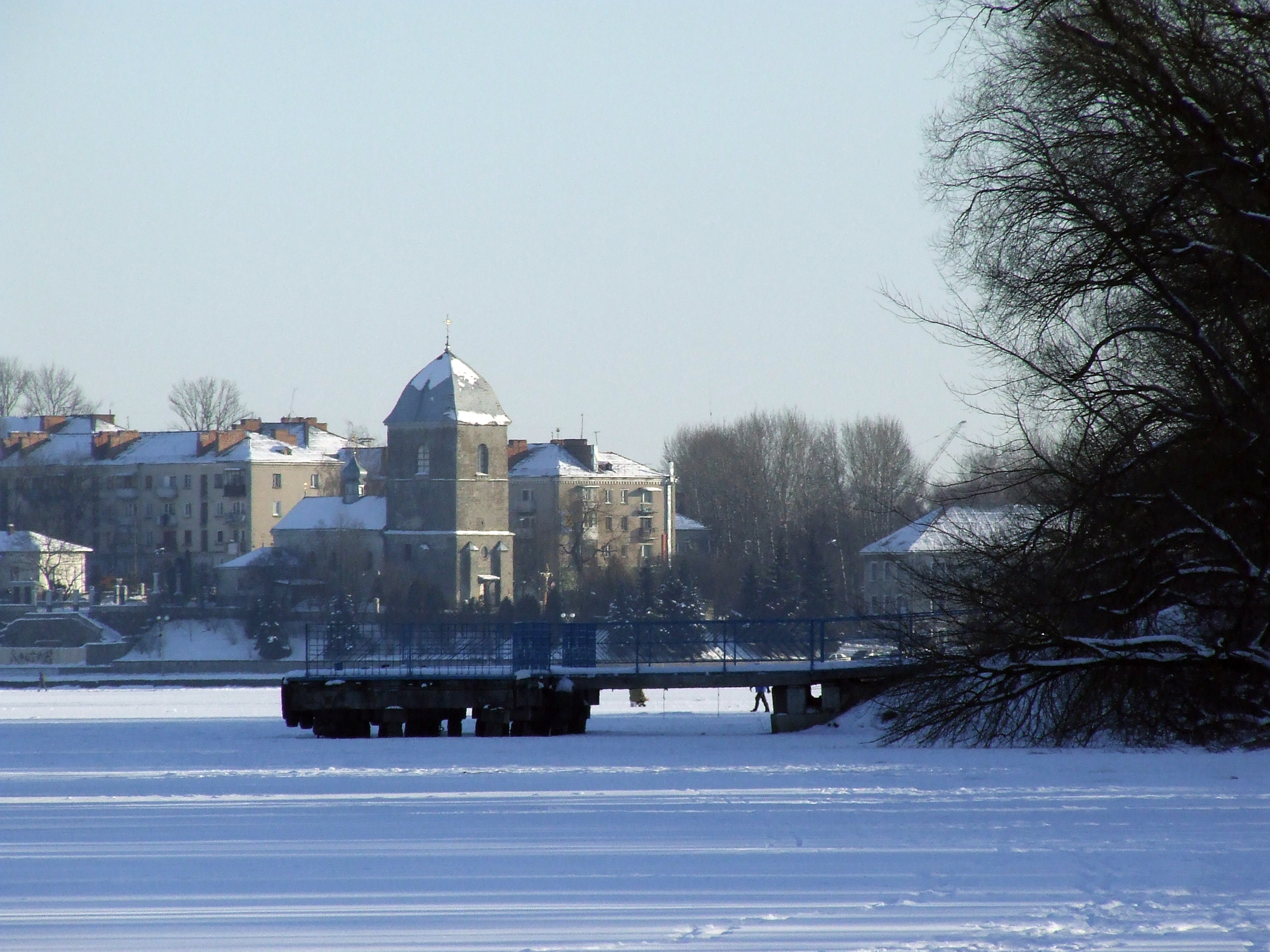
Причал біля ресторану «Хутір», Воздвиженська церква, 29 січня 2012
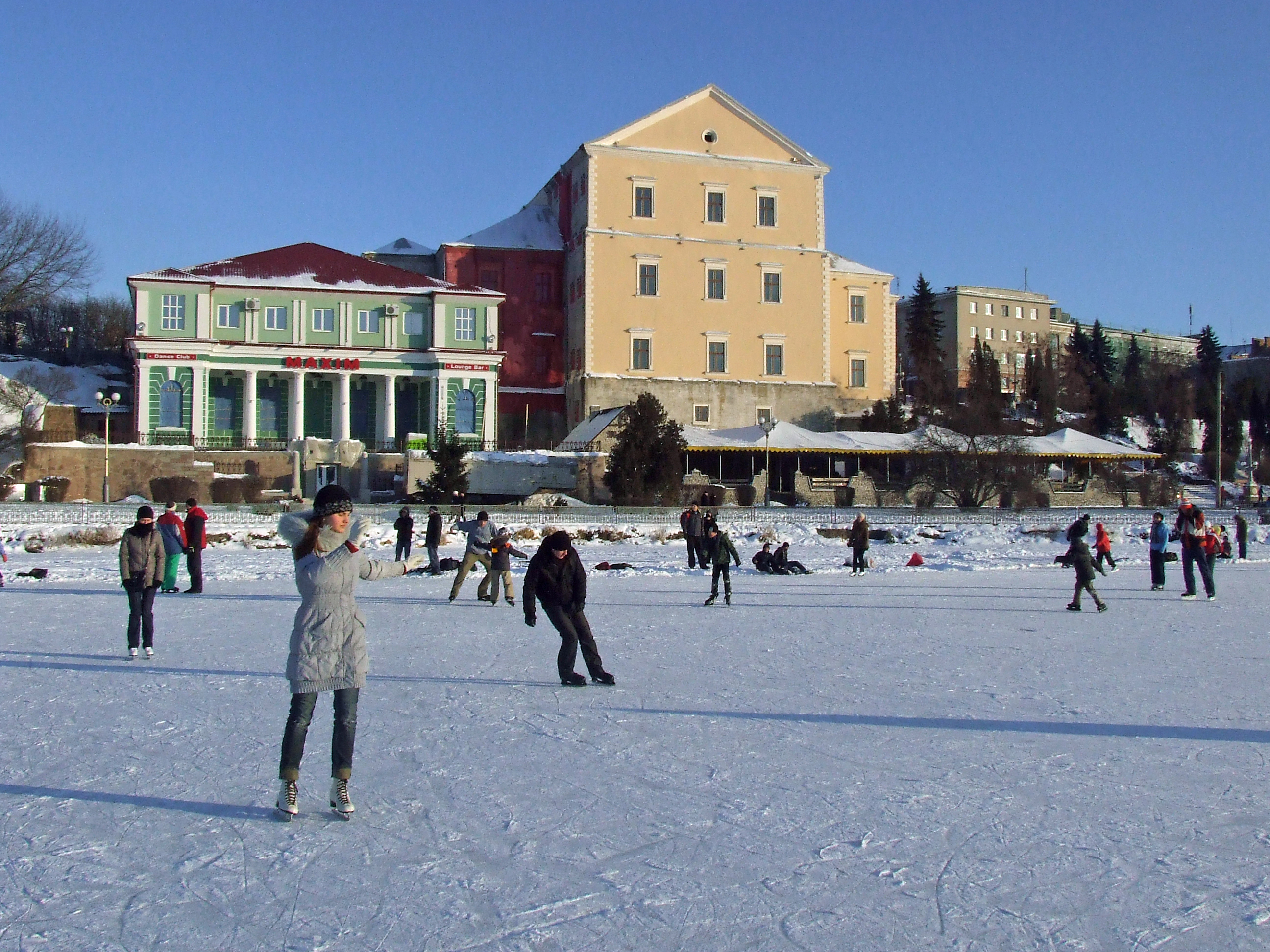
Ковзанка на зимовому ставі, Тернопільський замок, 29 січня 2012
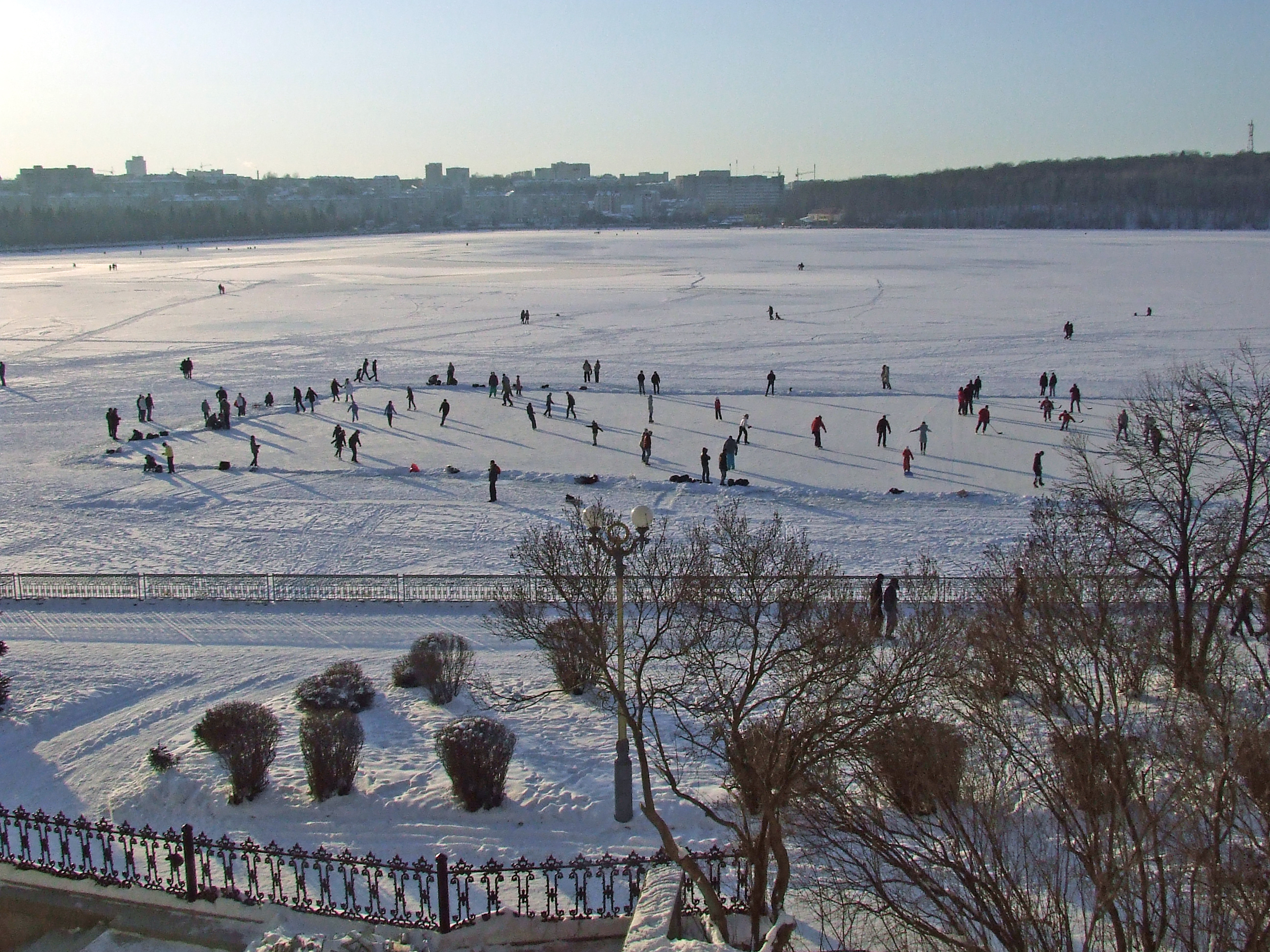
Ковзанка на зимовому ставі, 29 січня 2012
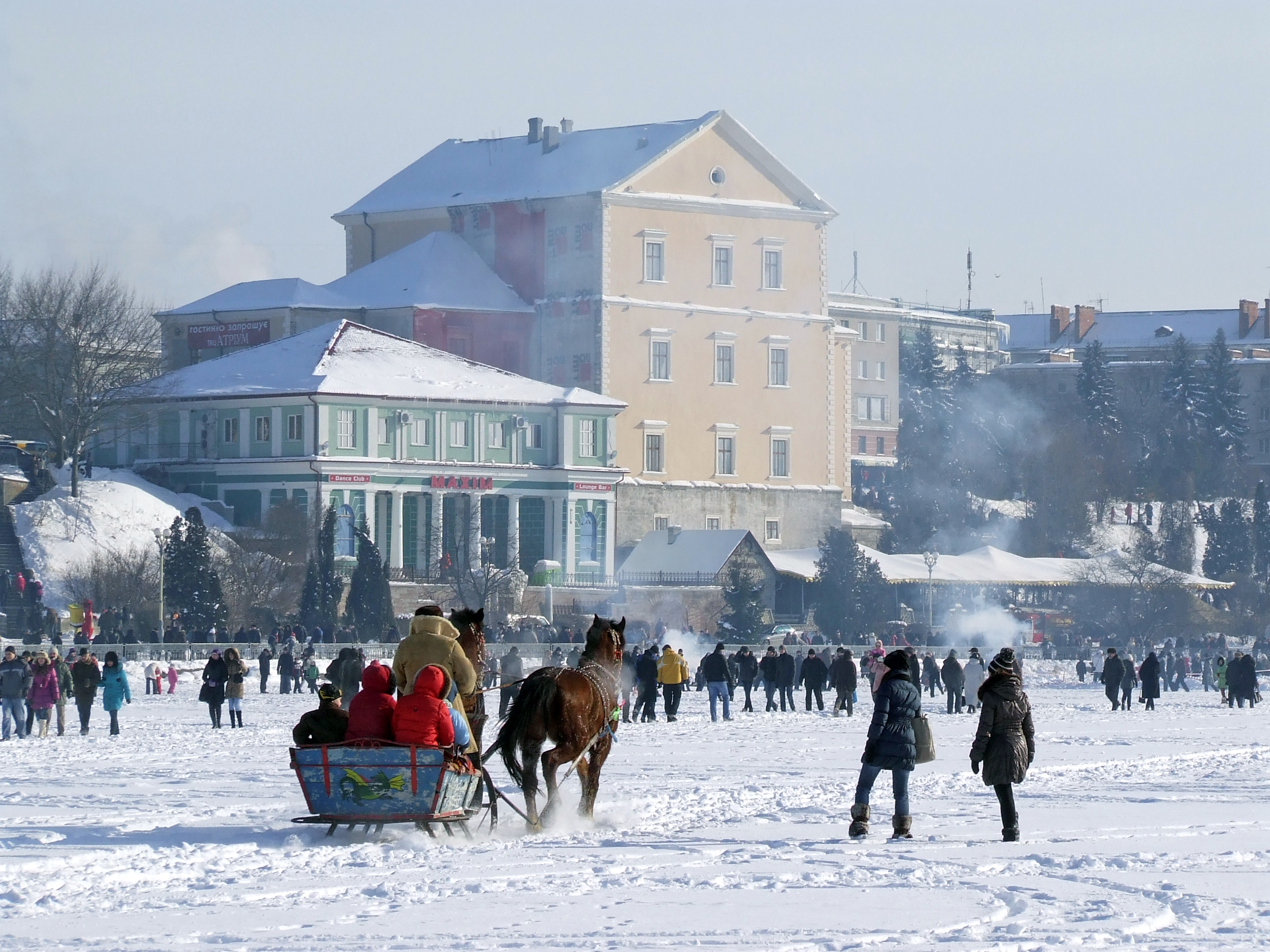
День зими. Санна бричка на фоні Тернопільського замку, 12 лютого 2012
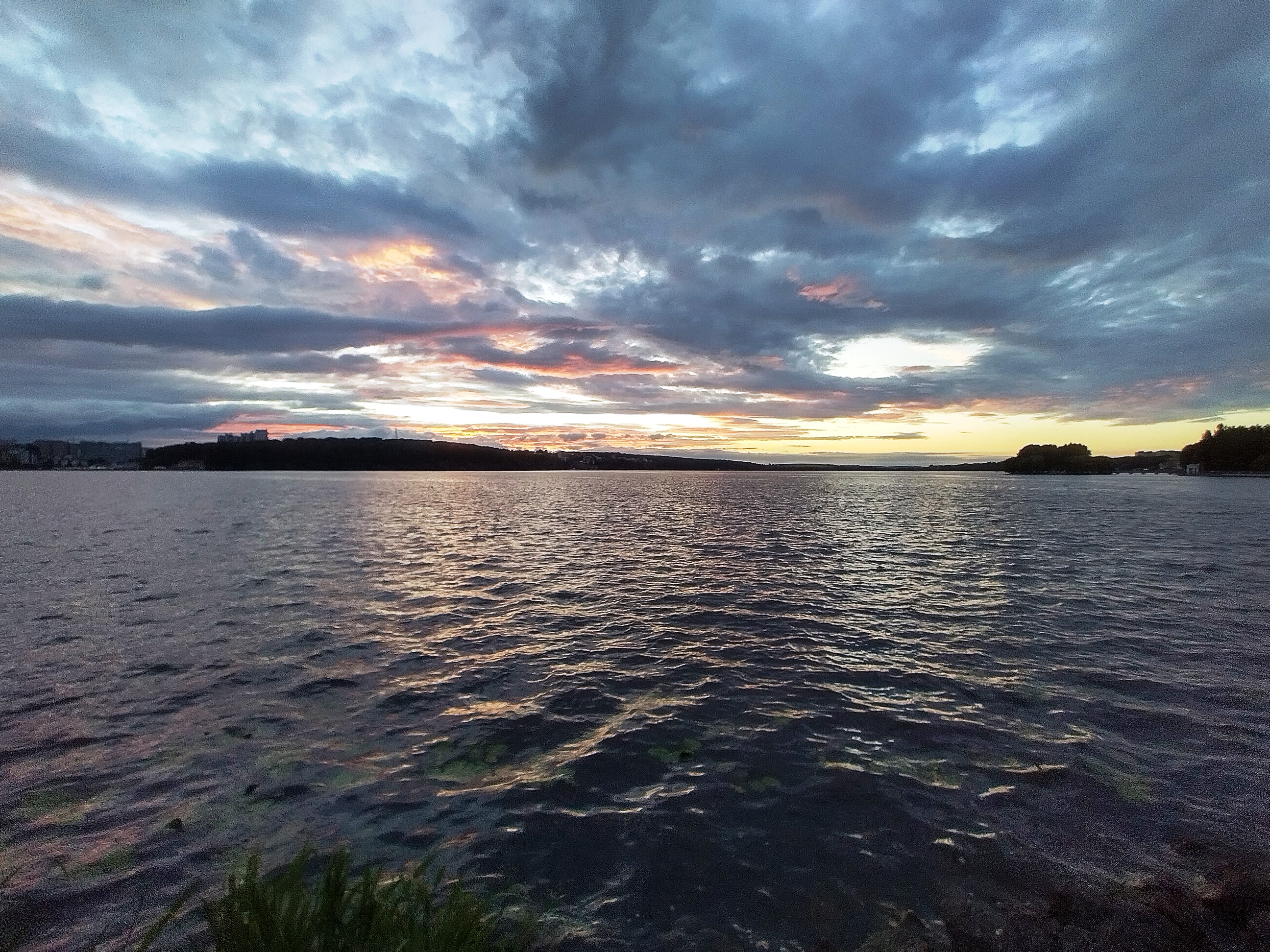
Надвечір'я на Тернопільському ставі